# Myotis riparius
Espèce
Statut de conservation UICN

 LC  : Préoccupation mineure
Myotis riparius, de nom commun murin des ruisseaux, est une espèce de chauves-souris américaine de la famille des Vespertilionidae.

## Description
Avec une longueur de corps de tête de 40 à 54 mm, une longueur de queue de 31 à 43 mm et un poids de 4 à 7 g, l'espèce est un petit représentant du genre. Il a des avant-bras de 32 à 38 mm de long, des pattes postérieures de 7 à 9 mm de long et des oreilles de 11 à 14 mm de long. La fourrure légèrement laineuse sur le dessus est composée de poils de 5 à 6 mm de long. La fourrure dorsale peut varier géographiquement d'une teinte rougeâtre à une teinte noirâtre, Les individus du sud ont tendance à avoir une région dorsale plus foncée et les individus du nord ont tendance à avoir une région dorsale rougeâtre, tandis que le dessous est recouvert d'une fourrure brun clair. Les oreilles brun foncé sont étroites et la peau brun rosé est visible sur le museau. Les membranes de vol sont de couleur noire. Le patagium est largement attaché au pied à la base des orteils. Les oreilles sont courtes par rapport aux yeux et aux narines. Le tragus est pointu et se courbe légèrement vers l'extérieur. Le murin des ruisseaux est similaire à Myotis nigricans. Le trait distinctif du murin des ruisseaux est la deuxième prémolaire située latéralement et rarement visible dans la mâchoire supérieure.

## Taxonomie
Myotis riparius est décrit à l'origine comme une sous-espèce de Myotis simus en 1960. En 1973, il est élevé au rang d'espèce.

## Répartition

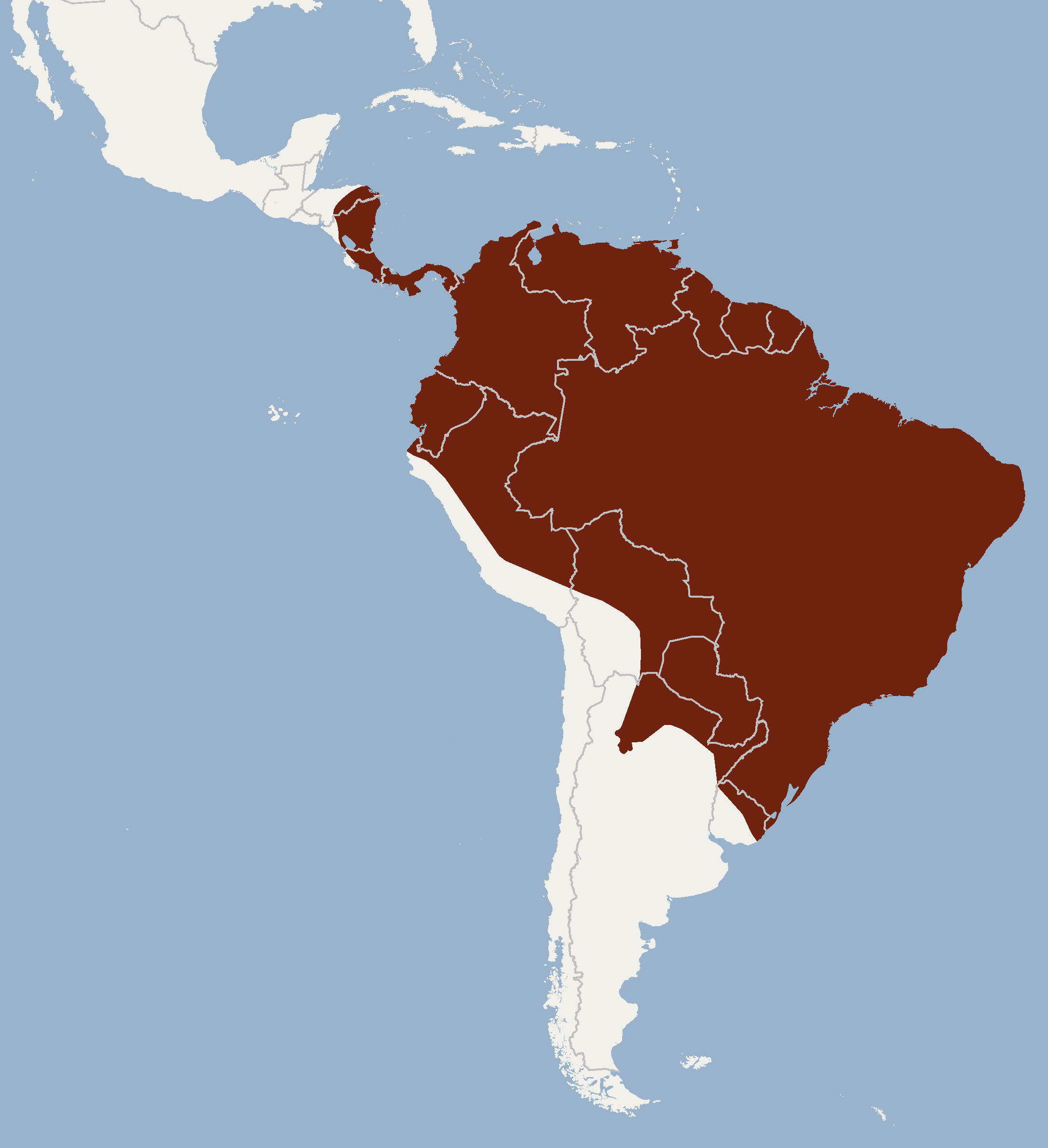
Répartition de Myotis riparius

Le murin des ruisseaux est présent de l'est du Honduras au nord de l'Argentine et de l'Uruguay. L'espèce est souvent observée dans les forêts à feuilles persistantes, dans les forêts partiellement feuillues et sur les espaces ouverts adjacents. Il vit généralement à une altitude de 1 000 m et rarement 2 000 m.

## Comportement

### Colonie
Le murin des ruisseaux forme des colonies jusqu'à 50 individus dans le lieu de repos. On l'a observé en compagnie de Myotis nigricans, Myotis albescens et  du molosse commun.

### Alimentation
Myotis riparius est principalement insectivore.